# Открытый доступ
Откры́тый до́ступ (англ. open access (OA, ОД)) — собирательный термин, обозначающий ряд принципов и практик, которые обеспечивают бесплатный, оперативный, постоянный, полнотекстовый онлайн доступ к научным публикациям. Будапештская инициатива открытого доступа определяет работы в ОД как размещённые в интернете и открытые для чтения, копирования, распространения и сканирования. Помимо этого, пользователи могут использовать их в качестве данных для программного обеспечения, или для любых законных целей, без каких-либо ценовых, юридических или технических барьеров. При этом авторы имеют право на осуществление контроля за целостностью работы, а также на надлежащую атрибуцию. Главной целью ОД является устранение любых ограничений доступа к научному знанию.
Движение за открытый доступ возникло в ответ на кризис традиционной системы научных публикаций — издательства максимизировали свою прибыль через продажу институциональным и университетским библиотекам подписок на научные журналы. При такой системе доступ к одной статье стоит около 30 долларов США, а стоимость годовой институциональной подписки варьируется от 3 до 20 тысяч долларов. С развитием интернета в 1990-е годы начали появляться первые онлайн репозитории и научные библиотеки, такие как arXiv.org. В 2000 году была основана общественная научная библиотека Public Library of Science (PLoS), которая начала публиковать статьи в открытом доступе. Вместе с созданным в 1999 году британским журналом BioMed Central, PLoS стал одним из первых издательств открытого доступа. Начиная с 2001 года инфраструктура ОД стремительно развивается. По состоянию на февраль 2021 года, Справочник журналов открытого доступа насчитывает 15 967 журналов ОД и более 5 млн статей.
Основные положения открытого доступа и способы его достижения были сформулированы в 2002—2003 годах в Будапештской декларации открытого доступа, Бетесдском заявлении об открытом доступе к публикациям и Берлинской декларации об открытом доступе к знаниям в области естественных и гуманитарных наук. Выделяют два основных пути достижения ОД — «золотой» и «зелёный». Под «золотым» путём понимают модель, при которой научная работа становится общедоступной сразу после публикации в журнале открытого доступа. В этом случае автор работы заранее оплачивает расходы на публикацию, которые могут достигать нескольких тысяч долларов США. Чаще всего плата за «золотой путь» ложится на плечи грантодателей и работодателей (университетов). При этом исследователи сохраняют авторские права и имеют возможность выбора свободной лицензии. Согласно докладу одного из крупнейших издательств Springer Nature, с 2012 по 2018 год издательство опубликовало по «золотому» пути почти 28 000 статей. К 2017 году количество таких статей увеличилось на 174 %. «Зелёный» путь подразумевает сохранение традиционной модели публикации научных работ, но при условии параллельного размещения публикаций в специализированных репозиториях. Примером подобных порталов служит PubMed Central — хранилище рецензируемых и опубликованных медицинских исследований. Помимо этого существуют гибридные журналы — традиционные подписные издания, которые предоставляют авторам возможность опубликовать в открытый доступ за оплату связанных с публикацией расходов. Статьи ОД цитируются гораздо быстрее, чем «закрытые» работы. Однако мнение исследователей по поводу положительного влияния открытого доступа на количество упоминаний в других научных работах неоднозначно. Около 66 % исследований на эту тему указывают на преимущество открытого доступа в цитировании статей, 24 % работ — на отсутствие положительного влияния, а около 10 % указывают на неоднозначность полученных данных.
В Европейском союзе принципы открытого доступа к научной информации утверждены на наднациональном уровне через рамочные программы «Горизонт 2020» (2014—2020) и «Горизонт Европы» (2021—2027). Помимо этого, в 2018 году 11 европейских научных фондов объединились для создания «cOAlition S» — радикальной инициативы по «открытию» науки. Коалиция сформулировала «План S», согласно которому к 2020 году все научные исследования, финансируемые государственными и частно-государственными фондами Европы, должны быть в открытом доступе. При этом «План S» запрещает не только публикации в журналах с платной подпиской, но и в «гибридных» журналах, которые делают научные статьи бесплатными для чтения, если авторы компенсируют расходы издательства. В России национальные проекты по развитию открытого доступа реализует созданный в 2002 году Национальный электронно-информационный консорциум (НЭИКОН) при поддержке Фонда президентских грантов.

## Определение

Логотип открытого доступа, первоначально разработанный Public Library of Science

Впервые термин «открытый доступ» был упомянут в опубликованной в феврале 2002 года Будапештской инициативе открытого доступа (BOAI), которая определила ОД как бесплатный (free), оперативный (immediate), постоянный (permanent), полнотекстовый (fulltext), онлайн (online) доступ к научным публикациям. Данное BOAI определение считается общепринятым.
Под «открытым доступом» к ней [литературе] мы подразумеваем открытые для всех публикации в Интернете, которые можно читать, разгружать, копировать, распространять, распечатывать, находить или присоединять к полным текстам соответствующих статей, использовать для составления указателей, вводить их как данные в программное обеспечение или использовать для других законных целей при отсутствии финансовых, правовых и технических преград, за исключением тех, которые регулируют доступ к собственно Интернету. Единственным ограничением на воспроизводство и распространение публикаций и единственным условием копирайта в этой области должно быть право автора контролировать целостность своей работы и обязательные ссылки на его имя при использовании работы и ее цитировании.Отрывок из Будапештской инициативы открытого доступа, 2002 год
Открытый доступ не эквивалентен бесплатному доступу, поскольку ОД выступает за отсутствие любых ограничений к научным публикациям и подразумевает свободное использование и интерпретацию научных результатов при условии надлежащего указания авторства работы. На практике открытый доступ к научным работам становится возможным благодаря распространению электронных бесплатных версий в интернете.

## История

### Предпосылки
Движение за открытый доступ возникло в качестве реакции на кризис традиционной системы научных публикаций. Ещё в 1980-х годах цены на подписки научных журналов выросли в цене более чем на 200 % без видимых причин. Помимо этого, публичные интеллектуалы стали замечать растущее противоречие между заинтересованными в максимально открытом доступе к публикациям учёными и издателями, главной целью которых по факту являлась максимизация прибыли. С появлением интернета затраты на публикацию научных работ заметно сократились, система публикаций оставалась неизменной: учёные самостоятельно проводили исследования, как правило за счёт финансируемых государством проектов, а затем бесплатно передавали права на публикацию издательствам, которые оплачивали труд научных редакторов. При этом процесс рецензирования проводился двумя добровольными экспертами. Полный процесс публикации по такой схеме занимает несколько лет. После выхода статьи издательства продают труды финансируемым государством институциональным и университетским библиотекам. По состоянию на 2020 год, стоимость прочтения одной статьи Elsevier или Springer Publishing достигает $30, а годовой подписки на один журнал — от 3 до 20 тысяч долларов США. При этом выручка целиком достаётся издательству.
По этой причине многие университеты были вынуждены отказаться от продления подписок. Так, в 2012 году Гарвардский университет призвал своих сотрудников публиковать работы в журналах с открытым доступом — годовая подписка на научные издания обходилась университету в $3,5 млн. В 2019 году Калифорнийский университет объявил о прекращении годовой подписки на издания Elsevier, которая обходилась ему в $10 млн. Растущие цены на подписки затрудняют доступ к знанию и для учреждений в развивающихся странах. Согласно данным Всемирной организации здравоохранения (ВОЗ) за 2007—2012 годы, около 56 % медицинских учреждений из 75 стран с валовым внутренним продуктом (ВВП) менее $1000 не подписались ни на один научный журнал, а около 34 % смогли позволить себе подписку в среднем только на два журнала в год. Расходы только немецких научных библиотек на научные журналы выросли примерно на 19 % в период с 2007 по 2013 год, в то время как их бюджеты увеличились менее чем на 3 %, а совокупный уровень инфляции превысил 8 %. Напротив, по оценкам аналитиков, коммерческие научные издатели обычно достигают нормы прибыли от 20 до 30 %. Помимо этого, рынок монополизирован тремя крупнейшими издательствами — Elsevier, Springer Publishing и Wiley-Blackwell. Только за 2008 год прибыль Elsevier составила 724 млн фунтов стерлингов (или 36 %) от 2 млрд выручки. Начиная с 1986 года стоимость подписок на научные журналы опередила инфляцию более чем на 300 %.
Вплоть до начала 1990-х годов учёные делились материалами и распространяли статьи между собой через списки рассылок. Однако с появлением интернета формы производства и распространения знания изменились. Основной причиной является ускорение передачи знания через онлайн платформы — публикация на сайтах делает исследования моментально доступными, устраняет задержки с почтовыми отправлениями. Более того, интернет изменил практики чтения и потребления информации — читателям стало не обязательно идти в библиотеку, поскольку необходимая литература доступна с персональных компьютеров. Благодаря онлайн технологиям библиотеки стали объединяться в консорциумы для приобретения подписок, а издатели начали предлагать весь портфель журналов для продажи в виде пакетов.

### Становление движения

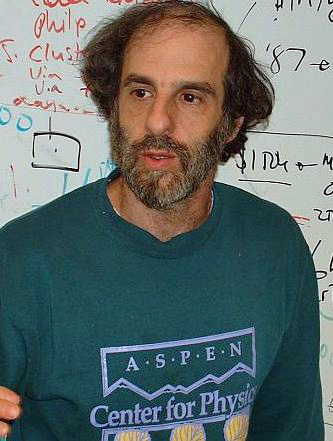
Основатель arXiv.org Пол Гинспарг в 2006 году

Корни движения за открытый доступ уходят в 1960-е годы. В 1966 году по инициативе Министерства образования США и Института педагогических наук был создан «Информационный центр образовательных ресурсов» (ERIC). Изначально ERIC функционировал как открытый репозиторий исследовательских отчётов, однако со временем был трансформирован в цифровую интернет-библиотеку, которая обеспечивает доступ к библиографическим записям журнальной и нежурнальной литературы. Центр ставит перед собой цель предоставить преподавателям, исследователям и широкой общественности библиографическую и полнотекстовую базу данных образовательных изданий.
Исследователи выделяют три основных стадии развития современного движения за открытый доступ. Первая относится к 1990-м годам, когда начали появляться первые онлайн репозитории и архивы, создаваемые как по частной, так и по институциональной инициативе. В 1991 году физик Пол Гинспарг создал архив электронных публикаций научных изданий под названием arXiv.org, положивший начало движению за открытый доступ. Гинспарг стремился сделать опубликованные на портале материалы доступными для общественности. В это же время философ Петер Субер и учёный когнитивист Стивен Харнад стали публично выступать за открытие доступа к науке. Изначально целью движения было улучшение предложения и количества доступной научной литературы — из-за платного доступа материалы были доступны только тем учёным, организации которых могли позволить себе оформление институциональной подписки.
Вторая или инновационная стадия развития движения пришлась на 1999—2004 годы. Она характеризовалась появлением новых моделей и форм открытого доступа. В 1998 году была создана Коалиция академических ресурсов и научных изданий (Scholarly Publishing and Academic Resources Coalition, SPARC) — объединение библиотечных сообществ, выступающее за свободный доступ к знаниям. В 2001 году SPARC начала публичную кампанию в поддержку создания открытой онлайн-библиотеки, которая будет содержать коллекцию опубликованных исследований в области медицины и биологических наук. Письмо подписали 34 000 учёных со всего мира. Деятельность SPARC привела к созданию в 2003 году Public Library of Science (PLoS) — общественной научной библиотеки журналов, публикующей статьи в свободном доступе. PLoS и созданный в 1999 году британский BioMed Central стали первыми журналами открытого доступа, предложившими альтернативную модель публикаций — авторы или их грантодатели оплачивают сборы за публикацию статьи, после чего исследования становятся доступными на открытых началах. Одновременно в 2000 году Национальная лаборатория имени Лоуренса в Беркли опубликовала первую онлайн-петицию, призвав учёных уже с 2001 года прекратить подачу рукописей в журналы, которые не публикуют статьи в немедленном открытом доступе и не делают их открытыми в течение 6 месяцев после публикации. Вскоре появился Справочник журналов открытого доступа (DOAJ) — основной инструмент индексирования изданий ОД, который также обеспечивает возможность долгосрочного архивирования для этих журналов. В это же время начали появляться открытые программные обеспечения, которое впоследствии стали использоваться для создания и управления репозиториями. Примером таких программ стали Open Journal Systems для управления и публикации журналов в ОД и Open Monograph Press для управления и публикации монографий в ОД.
Последний этап в развитии движения открытого доступа длится с 2005 года. Его отличительной чертой является рост числа журналов и развитие инфраструктуры открытого доступа. С 2000 по 2009 год количество статей в открытом доступе увеличилось с 19 500 до 191 850, журналов с 740 до 4769. В 2019 году 31 % всех журнальных статей доступны были доступны в открытом доступе, на них пришлось 52 % просмотров всех статей. Согласно приблизительной оценке исследователей, к 2025 году 44 % всех журнальных статей будут в ОД, а доля просмотров увеличится до 70 %. По состоянию на февраль 2021 года, DOAJ насчитывает 15 967 журналов открытого доступа и более чем 5 млн статей. Наряду с этим происходит развитие и внедрение лицензий открытого доступа. В 2003 году была создана некоммерческая организация Creative Commons, которая разработала шесть открытых лицензий (CC), сформированных согласно четырём основным условиям: использование работы с указанием авторства (BY, Attribution); использование оригинального произведения (ND, No Derivative Works); использование на тех же условиях (SA, Share Alike), а также некоммерческое использование (NC, Non-Commercial).

### Декларации

#### Будапештская инициатива открытого доступа

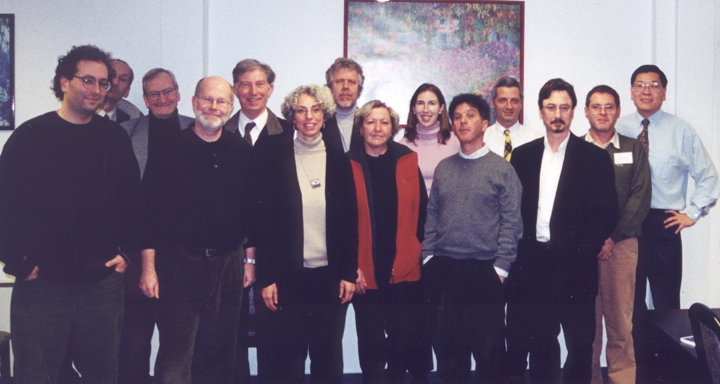
Участники первой конференции в Будапеште, 2001 год

Термин «открытый доступ» был впервые упомянут во время Будапештской конференции по открытому доступу, которая состоялась в феврале 2002 года по инициативе Института «Открытое Общество». Проект спонсировал инвестор и сторонник теории открытого общества Джордж Сорос, в начале 2000-х годов создавший программу Science Journal’s Donation Program (с англ. — «Программа пожертвований научным журналам»), которая после падения Берлинской стены предоставляла печатные копии научных журналов академиям наук и университетам Центральной и Восточной Европы и, впоследствии, странам бывшего Советского Союза. Сотрудники фонда «Открытое общество» работали с общественными издателями для получения скидок на печатные копии журналов и отправки их за границу. Впоследствии они поставили перед собой задачу передать тот же академический контент в руки учёных, которым он был нужен, без огромных затрат на доставку. В это время уже существовали два журнала с открытым доступом — BioMed Central и Bioline International. В декабре 2001 года была организована встреча в Будапеште, на которой собрались эксперты, работающие над альтернативными моделями публикации научных работ. В ходе встречи были определены основные принципы и общее видение «открытого доступа». Эта встреча признана одним из основополагающих событий движения. В феврале 2002 года была опубликована Будапештская инициатива открытого доступа (Budapest Open Access Initiative, BOAI), в которой был впервые определён термин «открытый доступ», а также предложены пути его достижения.
BOAI обозначил две стратегии для достижения ОД. Первая заключалась в развитии институциональных или тематических репозиториев путём самоархивирования — размещения автором бесплатного экземпляра исследования в открытых электронных архивах. Вторая стратегия состояла в публикации работ в журналах ОД. Декларация также указала на необходимость развития и финансирования изданий, которые будут использовать авторское право и другие инструменты для обеспечения постоянного открытого доступа ко всем публикуемым ими статьям. Открытые журналы нового типа не будут взимать плату за подписку и доступ, и будут обращаться к другим способам финансирования для покрытия расходов на публикацию.
Согласно BOAI, каждое учебное заведение должно организовать институциональный репозиторий, чтобы сотрудники организации могли размещать там препринты. В свою очередь, руководство должно поощрять преподавательский состав к использованию репозиториев вместо традиционных научных журналов. В качестве оптимальной лицензии для депонирования было рекомендовано использовать лицензии и инструменты Creative Commons. Все организуемые репозитории должны иметь возможность взаимной интеграции и обмена метаданными.
Будапештская инициатива легла в основу аналогичных региональных проектов в образовательных учреждениях Амстердама, Пекина, Вашингтона, Боготы, Брюсселя, Кейптауна, Франкфурта, Женевы, Хельсинки, Стамбула, Санкт-Петербурга. В 2012 году декларация была обновлена. В новой версии подтвердили приверженность инициативы открытому доступу к научной литературе, а также сформулировали новые рекомендации по реализации ОД, особенно в отношении политики, лицензирования, инфраструктуры и услуг открытого доступа, а также их устойчивого развития.

#### Бетесдское заявление об открытом доступе к публикациям
В апреле 2003 года Медицинский институт Говарда Хьюза организовал встречу 24 организаций, в том числе спонсоров научных исследований, академических организаций, библиотек, научных сообществ. По итогам встречи было опубликовано Бетесдское заявление об открытом доступе к публикациям. Среди авторов были представители таких организаций как Институт открытого общества, Монреальский университет, Медицинская школа Стэнфордского университета, Юридический факультет Гарвардского университета, Американское общество клеточной биологии, Общество генетиков Америки, Библиотека Конгресса, Общество Макса Планка. В заявлении был впервые задекларирован принцип, что первичной ценностью научной публикации является содержание работы, а не авторитетность издания, в котором она была издана. Помимо этого, Бетесдское заявление указывает на необходимость разработки механизма перехода изданий к политике открытого доступа и предлагает введение специальных обозначений в библиотечных каталогах и значимых наукометрических базах данных для тех журналов, которые приняли принципы ОД. В свою очередь, такие издания должны идти навстречу авторам, находящимся в затруднительном финансовом положении, а также представителям развивающихся стран.
Бетесдское заявление во многом опирается на принципы, озвученные в Будапештской декларации. В дополнение к ним оно определяет целесообразные пути реализации ОД. Бетесдское заявление уточняет, что авторы публикаций могут предоставлять пользователям (читателям) в соответствии с лицензиями определённые права, и эти права должны быть «бесплатными, безотзывными, всемирными, бессрочными». Лицензией в этом случае будет выступать договор, описывающий условия пользования. Авторы Бетесдского заявления также указывают, что документы должны храниться в «хорошо функционирующих» цифровых репозиториях, а не на личных страницах авторов или в цифровых архивах, под сомнение долгосрочные перспективы хранения. Подобные специализированные репозитории будут заниматься долгосрочным архивированием документов в открытом доступе.

#### Берлинская Декларация об открытом доступе к научному и гуманитарному знанию
В октябре 2003 года Общество Макса Планка организовало в Берлине конференцию, посвящённую вопросам открытого доступа. На мероприятии присутствовали крупные немецкие и международные академические организации. По итогам была принята Берлинская декларация об открытом доступе к знаниям в области естественных и гуманитарных наук (Berlin Declaration Open access to knowledge in the sciences and humanities), определяющая принципы открытого доступа к научному знанию. Основные положения документа соответствуют принципам, описанным в Будапештской и Бетесдской декларациях, однако Берлинская декларация дополнительно освещала практические пути внедрения ОД в интернете. К ним относятся поддержка исследователей и стипендиатов в их стремлении к публикации своих трудов в открытом доступе, продвижение идей открытого доступа к информации, как в научной среде, так и среди представителей организаций, занимающихся сохранением культурного наследия, поддержка и признание публикаций находящихся в открытом доступе, содействие совершенствованию юридических и финансовых аспектов политики открытого доступа в целях создания необходимых условий для эффективной работы.

## Пути открытого доступа

### Золотой

Логотип Public Library of Science (PLOS), 2020

Под «золотым» путём к открытому доступу понимается модель, при которой научная работа становится общедоступной сразу после публикации в журнале открытого доступа. В этом случае автор работы заранее оплачивает расходы на публикацию, стоимость которых может достигать нескольких тысяч долларов. Чаще всего плата за «золотой путь» ложится на плечи грантодателей и работодателей (университетов). При этом исследователи сохраняют авторские права и имеют право выбора свободной лицензии. Согласно докладу одного из крупнейших издательств Springer Nature, с 2012 по 2018-й годы издательство опубликовало по «золотому пути» почти 28 000 статей. К 2017 году количество публикаций ОД увеличилось на 174 %.
Одними из крупнейших журналов, работающих по принципу «золотого пути», являются издания Public Library of Science (PLOS) . Публикуемые в PLOS материалы представлены в формате HTML, распространяются по открытой лицензии CC-BY и индексируются внешними поисковыми системами. Помимо этого, журналы PLOS включены в наукометрические базы Scopus, Web of Science, PubMed Central, имеют высокий импакт-фактор, а также развитые инструменты для управления цитированием, социальным продвижением научных работ и их публичной оценки. Стоимость публикации одной статьи составляет около $1350.
«Золотой» подход критикуется за необходимость оплачивать открытый доступ для научных работ. Цена за размещение одной статьи может достигать 3 тысяч долларов. Таким образом, реальный шанс на открытую публикацию статьи учёный может получить лишь посредством гранта или другого стороннего финансирования.

### Платиновый
«Платиновый» путь к открытому доступу является разновидностью «золотого». Следуя этой модели, расходы на публикацию исследований оплачиваются не авторами или университетами, а внешними спонсорами. В их роли могут выступать правительство, частные лица, организации или группы лиц. Следующие «платиновому» подходу журналы не взимают плату с читателей, при этом издаются в бумажной или электронной форме. Статьи могут становиться общедоступными либо сразу, либо через определённый промежуток времени. Примерами таких проектов являются Episciences и Discrete Analysis.

### Зелёный
«Зелёный» путь подразумевает сохранение традиционной модели публикации научных работ, но при условии параллельного размещения публикаций в специализированных репозиториях. Следуя этой модели, автор отправляет работу в распространяющийся по подписке научный журнал, который в свою очередь организует процесс рецензирования. Одновременно с этим автор депонирует исследование в интернете — в личном, институциональном, тематическом или централизованном репозитории. Статьи могут быть опубликованы как в форме препринтов, так и уже опубликованных финальных версий. Примером подобных порталов служит PubMed Central — хранилище рецензируемых и опубликованных рукописей по медицинским исследованиям. Самоархивирование может быть как добровольным, так и инициированным соглашением с финансирующей организацией. В последнем случае работы часто публикуют в институциональных репозиториях или на порталах, которые управляются университетскими библиотеками и хранят метаданные и копии работ аффилированных авторов. «Зелёный» путь позволяет сохранять научные работы в цифровом виде и предоставлять доступ к научным работам тогда, когда исследователям недоступен вариант «золотого» пути.
Главным недостатком «зелёного» подхода считается эмбарго — устанавливаемый издательствами период (чаще всего в 12 месяцев), во время которого автор не имеет права депонировать статью, поскольку издатели как правило стремятся ограничить публикацию материалов в параллельных ресурсах. Другими проблемами и недостатками «зелёного» пути считают децентрализованность научных архивов и отсутствие единой поисковой системы, а также неосведомлённость авторов о возможностях публикации в ОД. Помимо этого, загруженная в репозитарий версия работы может значительно отличаться от финальной.

### Гибридный
Под «гибридным» путём понимают публикацию в традиционных подписных журналах, предоставляющих авторам возможность открытого доступа за оплату связанных с публикацией расходов. В этом случае издательство по-прежнему получает доход от подписок, но при этом даёт исследователям право выбора. Таким образом, гибридные журналы открытого доступа предоставляют открытый доступ только к части статей, в то время как остальные работы доступны только через подписки.
Впервые подобную модель предложил в 1998 году журнал The Florida Entomologist. Впоследствии её адаптировали журналы Энтомологического общества Америки и Learned Publishing. В 2004 году Springer анонсировал возможность выбора открытой публикации в любом из более чем 1000 своих подписных журналов. Начиная с 2010-х годов большинство крупных издательств последовали примеру Springer. Запуск гибридной программы для существующих изданий обходится относительно недорого и, благодаря сохранению системы подписок, является финансово беспроигрышным вариантом, по сравнению с запуском новых журналов открытого доступа.
Гибридные журналы играют важную роль в повсеместном переходе на модель открытого доступа — в настоящее время подавляющее большинство подписных журналов ведущих научных издательств является гибридными. С 2012 по 2014 годы количество предлагающих гибридную модель изданий увеличилось более чем вдвое — с 2000 до 4400, а количество опубликованных статей — с 8000 до 12 000. К 2013 году доля «гибридных» статей составила 3,8 % от общего числа опубликованных работ. В 2017 году 53 % статей британских учёных в открытом доступе были опубликованы в журналах открытого доступа, а остальные 47 % — в гибридных журналах.
Благодаря существованию гибридных журналов у авторов есть больше площадок для публикации, включая устоявшиеся авторитетные издательства. Средневзвешенный показатель цитирования гибридных журналов (рассчитывается в Scopus) в среднем на 0,65 пунктов выше, чем для других изданий открытого доступа. Считается, что подобный формат помогает публиковать работы авторам из развивающихся стран — если исследователи не имеют грантовых средств или поддержки внешнего спонсора или университета, они по-прежнему смогут опубликовать работы в «закрытой» части журнала, которая доступна только по подписке.
В октябре 2020 года стало известно, что издательство Springer Nature разрешило публикацию в 33 изданиях под брендом «Nature» на условиях открытого доступа. Немецкая цифровая библиотека имени Макса Планка в Мюнхене заключили соглашение с издательством, в рамках которого с 2021 года авторы 120 учреждений по всей Германии смогут ежегодно публиковать около 400 статей в открытом доступе в журналах Nature.

### Бронзовый
«Бронзовым» путём называют модель, при которой журнал предоставляет свободный доступ к полнотекстовому варианту публикации, однако при этом запрещает её распространение из-за отсутствия открытой лицензии. Подобный подход совмещает атрибуты «золотого» и «гибридного» путей ОД. Однако в отличие от первого, статьи «бронзового» подхода не публикуются в журналах открытого доступа. При этом они не содержат лицензионной информации, что отличает их от «гибридного» пути. В условиях отсутствия соответствующей лицензии такие работы доступны для чтения, но не имеют расширенных прав на повторное использование. Помимо этого, издания могут ограничить доступ к «бронзовой» статье в любой момент. Такие материалы не запрещено использовать в качестве образовательных ресурсов.
«Бронзовый» маршрут является одной из наиболее часто встречающихся моделей открытого доступа. Он пользуется популярностью среди малобюджетных и студенческих изданий и интернет-ресурсов. Так, согласно данным за 2015 год, 17,6 % от всех статей в открытом доступе были опубликованы согласно «бронзовому» маршруту, 9,4 % — гибридному, 11,3 % — «золотому», а 6,3 % — «зелёному».

### Чёрный

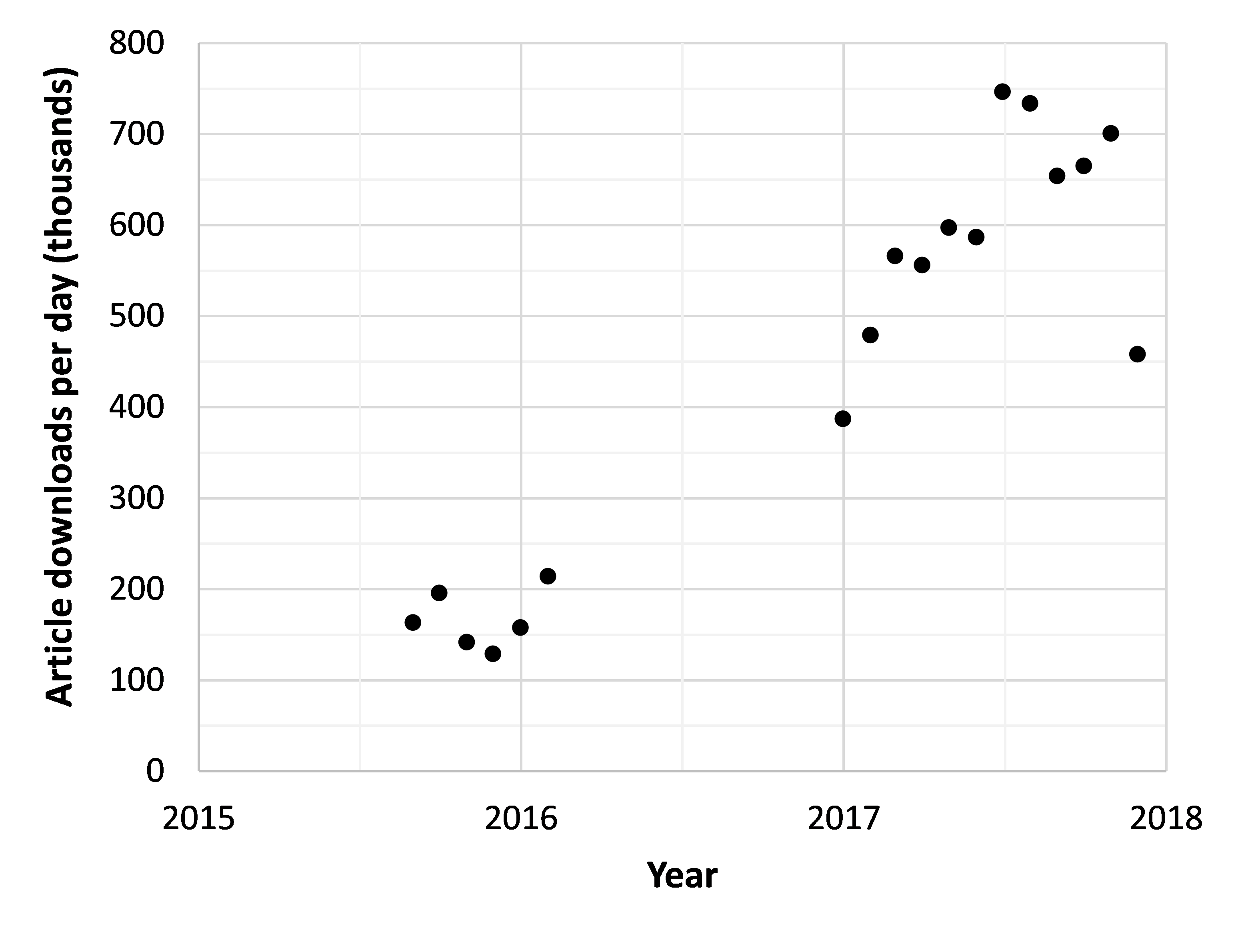
График количества скачиваемых со Sci-Hub статей, 2015—2019 годы

«Чёрный» маршрут к открытому доступу — способ получения доступа к научным материалам в обход формальных ограничений. В таком случае работы могут рассылаться как самим автором, читателями, так и пиратскими организациями. Одним из ярких примеров организаций «чёрного» доступа является портал Sci-Hub, который предоставляет доступ к более чем 80 миллионам научных статей. В отличие от официальных репозиториев, которые следуют лицензионным соглашениям, подобные порталы в порядке индивидуальной инициативы предлагают точные цифровые копии опубликованных журнальных статей. К другим подобным организациям относят академические социальные сети, включая ResearchGate и Academia.edu.
Популярность «чёрного» доступа значительно выросла с 2014—2015 годов. Учёным зачастую легче загрузить pdf-вариант своей работы в социальные сети, чем в специализированные репозитории, поскольку они не требуют выяснения авторских и лицензионных соглашений с издателем и переформатирования материала. Читателям также легче воспользоваться подобными порталами, поскольку они предоставляют систематизированную информацию об изданиях и позволяют моментальное скачивание.

## Формы

### Репозитории

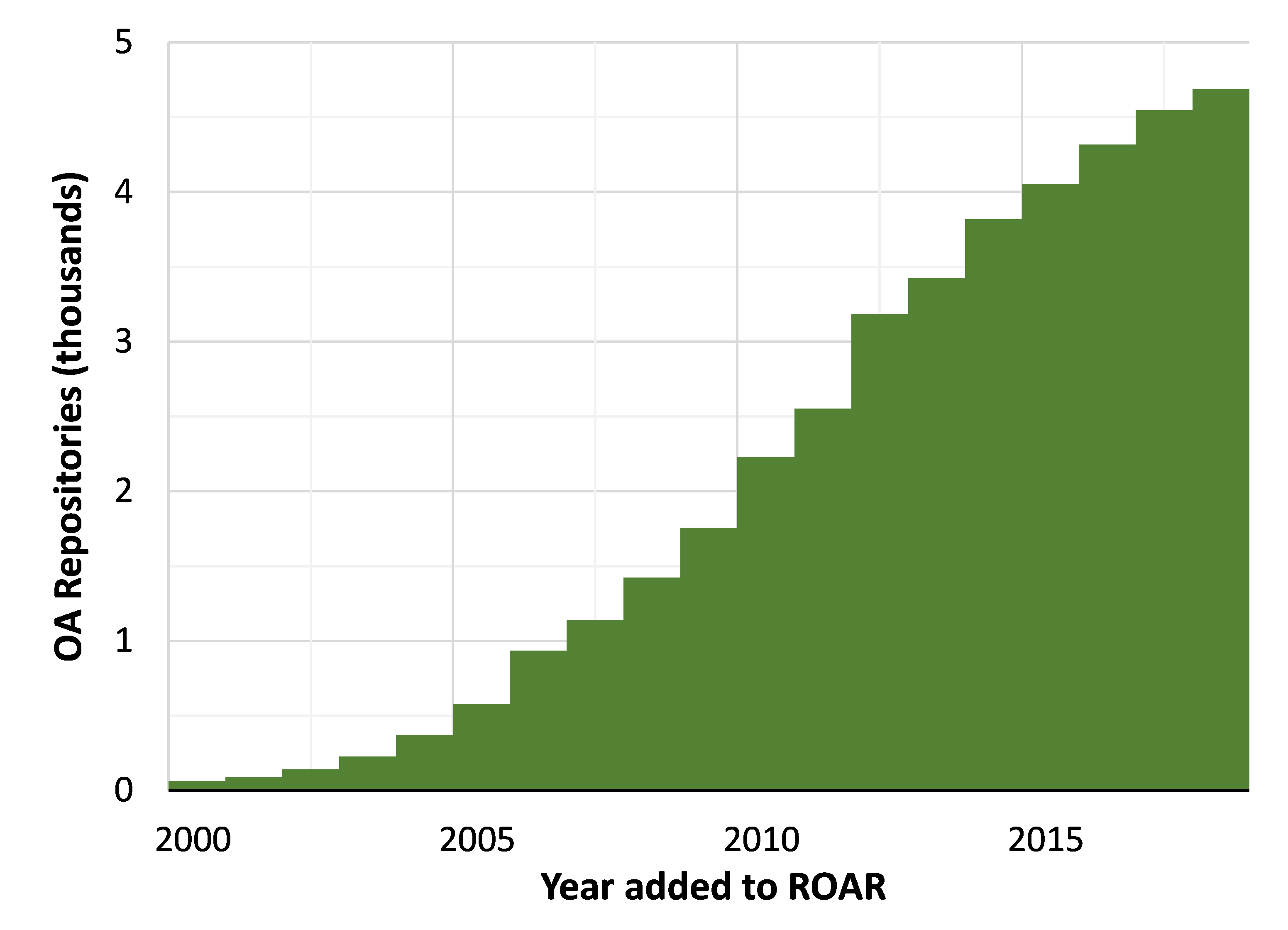
График роста репозиториев открытого доступа, 2000—2019 года

Репозитории обеспечивают развитие «зелёного» пути открытого доступа к научным публикациям. Порталы работают по принципу самоархивирования — автор самостоятельно выбирает необходимый раздел электронного архива и размещает там статью, снабжает её ключевыми словами. Авторы могут самоархивировать научные исследования через размещение статей на персональных сайтах, в тематических архивах или институциональных репозиториях. Тематические репозитории начали появляться в начале 1990-х годов. Первый из них arXiv.org впоследствии превратился в крупнейший бесплатный архив научных статей по физике, математике, нелинейным наукам, информатике и количественной биологии. Подобные архивы обеспечивают доступ к коллекциям электронных копий работ в рамках одной или нескольких смежных наук. Как правило, дисциплинарные архивы осуществляют поиск и просмотр работ, а также позволяет оформлять email подписки на обновления и автоматически добавлять публикации в базу Citebase, которая обеспечивает мониторинг индекса цитирования. Помимо этого существует система «предварительного подтверждения», когда один из признанных участников системы поручается за автора статьи. Поручителями могут стать учёные, которые работают в признанных научных организациях — статус присваивается автоматически. На 2017 год в ArXiv.org было опубликовано более 1,2 млн научных статей в открытом доступе, большинство из которых является препринтами публикаций в научных журналах или уже опубликованными статьями. Портал финансируется Корнеллской университетской библиотекой, Фондом математика Джеймса Саймонса и международным объединением университетов, которые ежегодно вкладывают в проект около $700 тысяч. В ноябре 2013 года был запущен аналогичный проект для публикации препринтов по биологии bioRxiv, в котором содержатся статьи по 27 научным категориям — от иммунологии и генетики до зоологии. Сервис обладает системой обмена комментариями и рекомендует использовать DOI для цитирования размещённых в репозитории статей. В Arxiv.org были опубликованы сразу несколько работ, ставших крупными открытиями. Так, в 2002—2003 годах российский математик Григорий Перельман опубликовал там три статьи, посвящённые доказательству проблемы Пуанкаре — одной из знаменитых задач в области математической топологии. Его работы привлекли большое внимание со стороны научного сообщества. Впоследствии учёный был приглашён в ряд университетов США для выступления с докладами. В 2006 году доказательство Перельмана было признано верным. В 2010 году математику была присуждена Премия Задачи тысячелетия (Millennium Prize Problems). Для этого Математический институт Клэя впервые нарушил одно из основных правил номинации, согласно которому получение приза возможно только после публикации автором работы в рецензируемых журналах. В случае Перельмана, публикация осталась формально набором препринтов на arXiv.org.
Другими примерами крупных тематических репозитариев являются действующий с 1996 года PubMed, специализирующийся на сферах медицины и биологии, PhilSci-Archive, который был запущен в 2000 году и содержит материалы по философии и родственным наукам, а также Social Science Research Network (SSRN), который начиная с 1994 года выкладывает работы по социальным и гуманитарным наукам и позиционирует себя как исследовательская социальная сеть. Одним из крупнейших архивов открытого доступа является Archive of European Integration, созданный в 2003 году доктором социологических наук и библиографом Филом Уилкином. Сайт осуществляет публикацию документов Европейского союза, предназначенных для публичного распространения и научно-исследовательские работы, подготовленные частными исследовательскими организациями. В январе 2016 года архив содержал более 41 800 документов ЕС и около 7 300 частных работ.
В отличие от тематических архивов, которые предоставляют доступ к литературе в одной или нескольких областях, институциональные репозитории хранят научные работы, выпущенные в рамках одного учреждения. Такие архивы могут содержать электронные копии работ, написанные как отдельными исследователями, так и группой подразделений. Также в институциональных архивах хранятся электронные печатные издания, технические отчеты, диссертации, базы данных. Примером институциональных репозиториев является DSpace Массачусетского технологического института. Существует по крайней мере четыре пакета программного обеспечения, в их числе Eprints, DSpace, Fedora с открытым исходным кодом для создания и внедрения институциональных репозиториев, и более 100 организаций по всему миру использовали эти пакеты для создания репозиториев. Кроме того, был выдвинут ряд национальных инициатив по обеспечению инфраструктурной поддержки репозиториев — в их числе SHERPA в Великобритании, DARE в Нидерландах и недавнее объявление правительства Австралии о выделении более 12 миллионов долларов на продвижение институциональных репозиториев в стране. Поскольку количество контента в растущем числе репозиториев продолжает увеличиваться, разрабатываются новые сервисы для его использования. Одной из наиболее активно развивающихся отраслей является создание поисковых систем, которые могут выполнять поиск в нескольких репозиториях одновременно. Примером таких систем является OAIster, который позволяет просматривать почти два миллиона электронных документов в более чем 200 репозиториях. К 2007 году у OAIster было
10 миллионов записей, а в 2015-м насчитывалось около 30 миллионов документов.
Ряд репозиториев был создан в результате коллаборации с крупнейшими научными издательствами. Так, Springer Nature поддерживает сервер In Review, а Elsevier создало ChemRN. Некоммерческий Центр открытой науки поддержал создание серверов
арабских препринтов Arabirxiv, французский сервер Frenxiv, индонезийский портал INArxiv, сервер препринтов Индии Indiarxiv. Проект Public Knowledge Project ведёт работу над созданием портала препринтов стран Латинской Америки — SciELO. Министерство образования Китая финансирует портал CSPO (Chinese Science Papers Online), в котором спонсируемые министерством учёные должны публиковать результаты исследований.
Некоторые исследователи считают, что самоархивирование работ должно быть обязательным на институциональном уровне. При этом анализ опроса 3000 респондентов и четырёх фокус-групп, проведённый в 2009 году в ряде Европейских стран, показал, что несмотря на общепринятое положительное отношение к репозиториям, учёные из разных дисциплин по-разному понимают роль порталов и причины размещениях в них статей.

### Журналы открытого доступа
Формирование системы журналов открытого доступа является одной из утверждённых Будапештской инициативой стратегий по внедрению принципов открытого доступа. Издания выпускаются в электронном виде, поскольку затраты на распространение в интернете гораздо меньше по сравнению с печатными экземплярами. Тем не менее, создание и распространение журналов с открытым доступом по-прежнему требует финансирования, поскольку процесс рецензирования и редакции ничем не отличается от подписных изданий. Журналы ОД не взимают с читателей плату за доступ к статьям и полагаются на другие средства финансирования..
Первые журналы с ОД начали появляться в конце 1980-начале 1990-х годов. Среди них были Bryn Mawr Classical Review, Postmodern Culture, The Public-Access Computer Systems Review и другие. Первые издания не были ориентированы на прибыль и издавались на добровольных началах с использованием небольших субсидий. Для получения статей и обратной связи использовалась электронная почта, а к редакционной работе зачастую привлекали волонтёров. В 2000 году появились два новых журнала — Public Library of Science (PLoS) и BioMed Central, предложившие альтернативную модель развития журналов открытого доступа — плату за публикацию статьи вносят сами авторы, их учреждения или грантодатели. Многие журналы последовали этой схеме, и уже к 2011 году в DOAJ было зарегистрировано 1825 изданий, взимающих плату за публикацию, что составило 26 % всех журналов. По состоянию на 2021 год, BioMed Central выпускает более 250 научных журналов, PLoS — восемь, включая PLOS One, в котором можно найти оригинальные исследования во всех научных дисциплинах, и специализированные PLOS Biology, PLOS Medicine, PLOS Computational Biology, PLOS Genetics, PLOS Neglected Tropical Diseases, PLOS Pathogens и PLOS Currents. Журналы с открытым доступом включены в индексные и реферативные системы. В 2015 году Scopus запустил Open Access-индикатор, позволяющий пользователям легко определять журналы открытого доступа. Журналы ОД попадают в систему в случае, если они зарегистрированы в DOAJ. По состоянию на 2017 год, по схеме взимания платы за публикацию функционировало около 50 % всех журналов открытого доступа. Модель работает во многом благодаря государственным и некоммерческим организациям, требующим размещения в открытом доступе результатов спонсируемых ими исследований.

### Препринты
Под препринтом понимается форма предварительной публикации статьи. Как правило, авторы размещают документы онлайн одновременно с подачей в журнал, но до начала процесса рецензирования; однако некоторые исследователи выбирают препринт как единственную форму публикации работы. В случае если препринты помещают на специализированные порталы, они проходят систему модерации, которая занимает не больше 48 часов. После этого публикации становятся доступными для общественности. Главным преимуществом препринтов является быстрота донесения информации до научного сообщества, без ожидания решения редакции по поводу публикации.
Модель препринтов берёт начало в 1960-х годах, когда в США была создана программа «Группа обмена информацией» для распространение ещё не опубликованных работ по биологии. В 1991 году был создан портал препринтов arXiv.org, в котором размещают материалы по физике и математике. В 2013 году создан портал работ по биологии — BiorXiv. По состоянию на 2019 год ArXiv содержал более 1,3 миллиона препринтов, а BiorXiv — около 40 000. Примерно 67 % статей, размещённых до 2017 года на bioRxiv, спустя два года были опубликованы в 1531 журнале.
Также публикация работы в форме препринта позволяет получить широкую обратную связь и задокументировать первенство исследователя в определённой сфере — на каждом препринте отмечается время публикации, что может стать решающим фактором при доказательстве приоритета в открытии. Комментарии к препринтам могут помочь исследователям улучшить финальную версию, которая впоследствии будет опубликована в журнале. Также в форме препринта могут быть опубликованы не прошедшие рецензии статьи, результаты научных экспериментов, предварительные данные.
Главным минусом публикации в форме препринтов является отсутствие полноценного рецензирования научным сообществом, то есть проверки качества научного текста и соблюдения всех этических норм и правил.

## Авторское право

Карта портирования лицензий Creative Commons, 2010 год

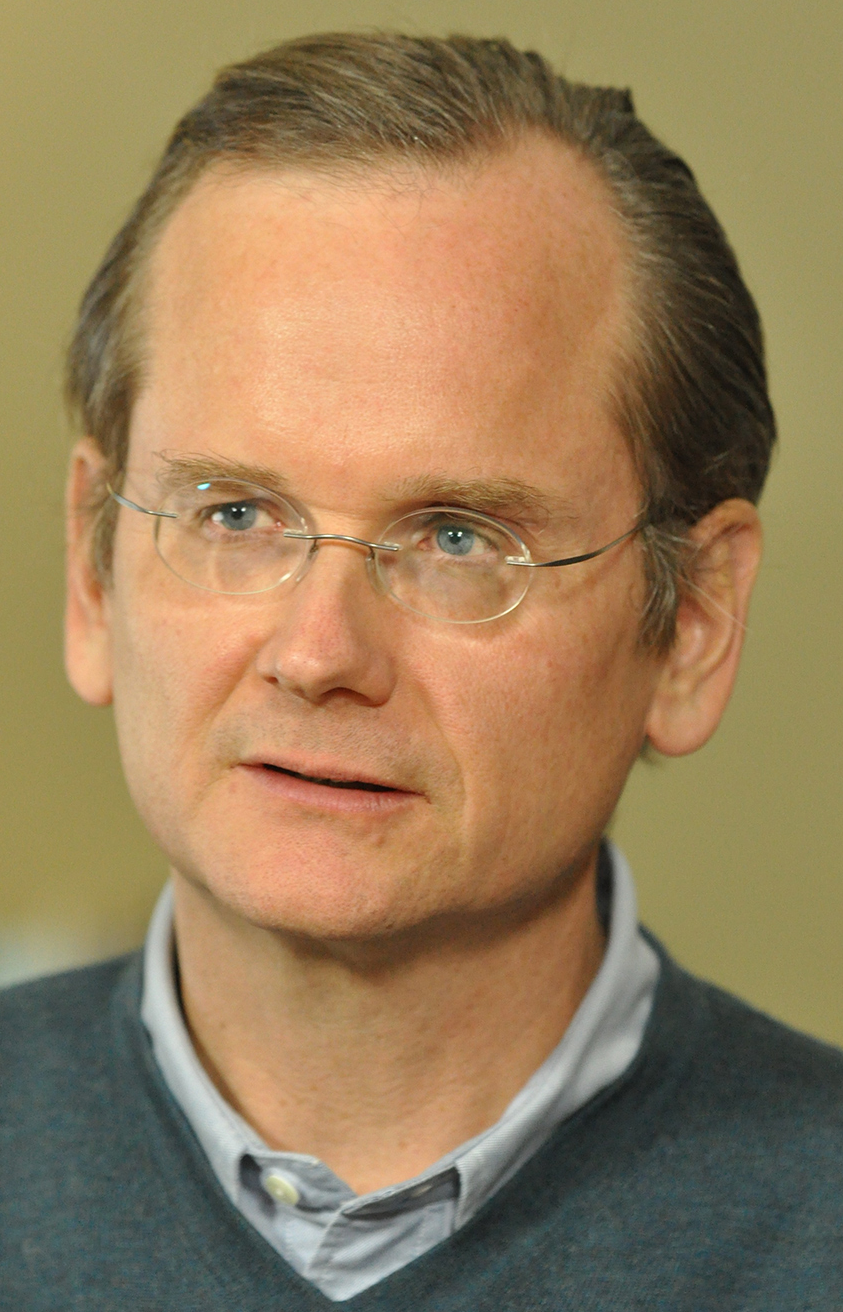
Создатель лицензий Creative Commons Лоуренс Лессиг, 2015 год

При традиционной модели научных публикаций авторы работ передают свои имущественные права издательствам, что приводит к потери возможности переиздания копий своих работ. Будапештская инициатива, Бетесдское заявление и Берлинская декларация сформировали основные принципы открытого доступа, согласно которым результаты исследований становятся достоянием общественности и могут быть использованы другими учёными. Таким образом, у читателей имеется разрешение на повторную публикацию, переработку или использование контента на своё усмотрение, при условии, что автор и издатель получат надлежащую атрибуцию. Подобная модель получила название «Libre», или свободный, открытый доступ. Существует и другая форма открытого доступа — «Gratis» или бесплатный открытый доступ, подразумевающая открытие работы для чтения, без разрешения на копирование, распространение и видоизменение информации.
В 2003 году американский юрист Лоренс Лессинг, профессор компьютерных наук MIT Гарольд Абельсон и издатель Эрик Элдред создали некоммерческую организацию Creative Commons (CC), которая разработала альтернативную систему авторского права — лицензии открытого доступа Creative Commons. Предложенная Creative Commons модель подразумевает уточнение определённых условий, при которых результаты научного исследования становятся доступными читателю. Срок действия лицензии соответствует сроку действия авторского права на произведение. Виды лицензий:
- Атрибуция («С указанием авторства» CC BY) — автор разрешает другим копировать, распространять, показывать и исполнять работу, но при упоминания автора на его условиях. Требования при использовании лицензии: указание всей необходимой информации о правовом статусе и первоисточнике и обозначение правок, внесённых в изначальную версию произведения. При исполнении требований с произведением можно делать что угодно, включая издание печатной версии и продажу.
- «Использование на тех же условиях» (CC BY-SA) — лицензия позволяет производить, копировать, распространять и показывать работу как угодно, при условии, что все производные работы будут лицензированы на аналогичных условиях. Данная лицензия редко используется для научных статей, однако применяется в проектах с чётко обозначенной миссией по распространению открытого доступа к информации. В частности, на CC BY-SA работает энциклопедия «Википедия».
- «Без производных» (CC BY-ND) — данная лицензия запрещает переработку произведения. Это означает, что работу можно публиковать, распространять, воспроизводить и даже использовать в коммерческих целях, однако только в том виде, в каком она была лицензирована по Creative Commons.
- «Некоммерческое использование» (CC BY-NC) — все производные работы также должны использоваться только в некоммерческих целях. При этом, необходимо указывать информацию о первоисточнике, авторе, статусе произведения и обо всех внесённых изменениях.
- «Некоммерческое использование и распространение на тех же условиях» (CC BY-NC-SA) — лицензия позволяет пользователям перерабатывать, исправлять и развивать произведение на некоммерческой основе, при условиях упоминания оригинального авторства. При этом все производные работы должны быть лицензированы на аналогичных условиях.
- «Некоммерческое использование без производных» (CC BY-NC-ND) — самый закрытый тип лицензии, разрешающий только распространение произведения в некоммерческих целях.

Creative Commons применяют крупнейшие международные электронные научные библиотеки и порталы: PLOS, BioMed Central, Hindawi, Nature Publishing Group, Massachusetts Institute of Technology Libraries, ArXiv.org и другие. Открытые лицензии являются стандартом научной коммуникации в мире.

## Финансирование
Работы ОД бесплатны для читателей. Однако около 50 % статей в открытом доступе публикуются по системе платы за публикацию статьи (Article processing charge, APC), взимаемой журналами для покрытия расходов на редакторскую работу. Чаще всего APC оплачивают за счёт грантов или работодателей. Согласно исследованиям 663 журналов ОД, в 2011 году средняя величина взноса составляла $1109. Публикация в открытом доступе в ведущем журнале обычно стоит от 2-х до 3-х тысяч долларов США. Крупнейшие издатели ОД, такие как BioMed Central и PLoS, берут $1350-2250 за публикацию рецензируемых статей. Более высокая стоимость наблюдается в «гибридных» журналах. При этом с 2010 по 2019 год плата за публикацию статьи в среднем выросла на 50 %. В 2020 году издательство Nature объявило о переходе к модели открытого доступа. Размер платы за публикацию составит 9500 евро. Плата за статью в издательстве Elsevier варьируется от $65 до пяти тысяч в случае престижного журнала The Lancet Global Health. По причине высокой цены только 12 % авторов сами оплачивают свои работы; 59 % публикаций финансируются за счёт грантодателей, а 24 % — за счёт работодателей.
Существуют альтернативные бизнес-модели, при которых издательства не взимают плату за рассмотрение статьи. Так, журнал PeerJ использует схему членства, а SCOAP3 — модель консорциума. PeerJ является одним из крупнейших издателей научных статей по биологии и медицине в открытом доступе. При издательстве существует сервер препринтов PeerJ PrePrints, который предлагает систему пожизненного членства с разовой подпиской стоимостью от $99 до $299, что позволяет авторам публиковать работы бесплатно. Членство в PeerJ также предполагает рецензирование поступающих в журнал работ.
Некоторые журналы открытого доступа используют модель фандрайзинга и краудфандинга среди физических и юридических лиц для привлечения дополнительного финансирования. Университетские журналы и научные организации зачастую используют эндаумент-фонды. В частности, Йельский университет использует эндаумент для стимулирования ОД. Помимо этого, журналы ОД часто спонсируются различными научными организациями, фондами, исследовательскими центрами, больницами и музеями. Помощь журналу может оказываться не только через финансирование, но и за счёт бесплатной экспертизы и рабочих рук — редакторов, верстальщиков, рецензентов. Субсидии могут быть направлены как исследователям на публикацию статей в открытом доступе, так и напрямую журналам.
Некоторые журналы открытого доступа используют рекламу для привлечения дополнительного финансирования. Подобная модель наиболее активно используется в изданиях по медицине и биологии, в том числе в Science и Nature. Аукцион также является одной из альтернативных инновационных моделей поддержки журналов открытого доступа. Предполагается, что при такой системе автор отправляет свою статью на сервер аукциона. На первом этапе её просматривают и оценивают редакторы. На втором этапе редакторы делают на неё ставки. Деньги отправляются авторам или референтам, которых авторы цитируют в опубликованных на аукционе статьях. На третьем периоде рефери рецензируют работу. Затем принимается решение о принятии или отклонении статьи. Следуя этой системе, у авторов есть мотивация отправлять качественные работы (статьи не приносят дохода при отсутствии цитируемости), а поскольку рецензенты и редакторы оплачивают публикацию статьи, у них есть стимул улучшать работы, а не отклонять их.

## Влияние на научные публикации

### Цитирование

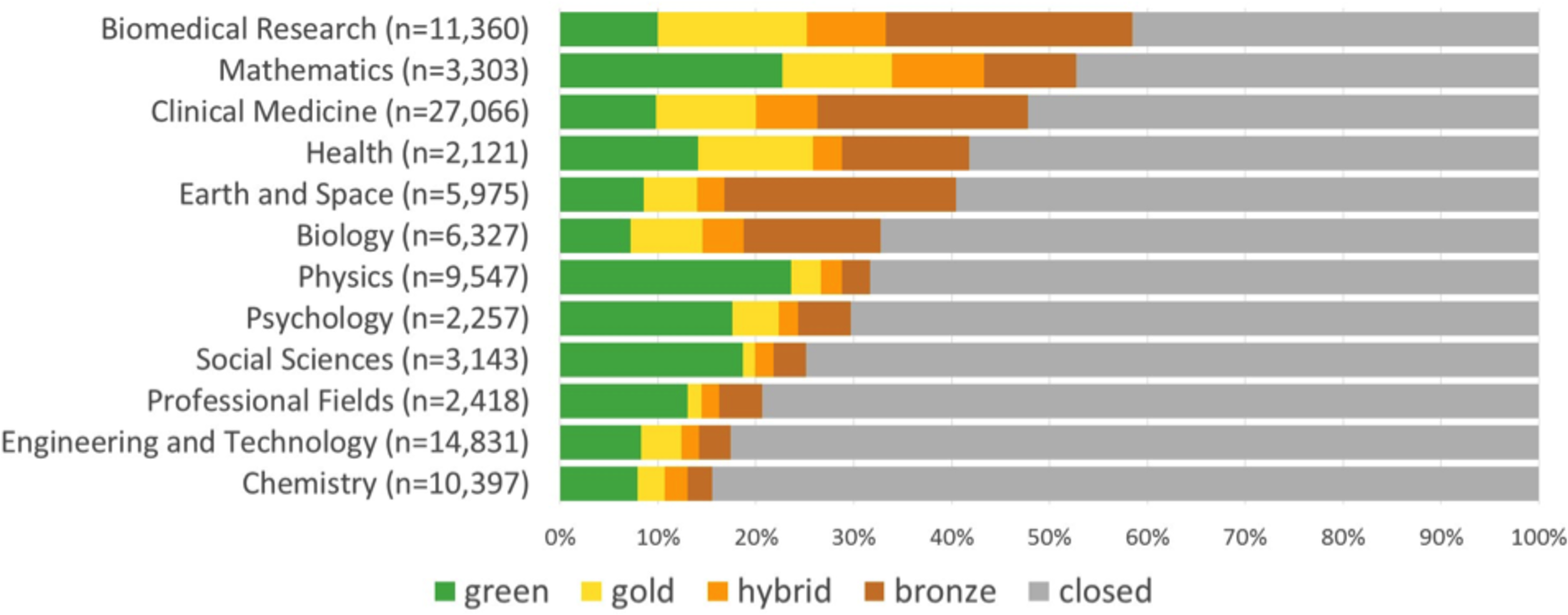
График количества статей в открытом доступе по разным научным дисциплинам, 2009—2015

Начиная с 2000-х годов исследователи ведут дискуссии о взаимосвязи между открытым доступом и уровнем цитируемости статей. Хотя большинство исследований подтверждает, что «открытие» публикации позитивно влияет на уровень её распространения, мнения учёных значительно расходятся. Около 66 % исследований в этой области указывают на преимущество открытого доступа в цитировании статей, 24 % работ — на отсутствие положительного влияния, а около 10 % работ указывают на неоднозначность полученных данных. Одно из самых крупных исследований по теме было проведено в 2018 году под руководством исследовательницы Питтсбургского университета Хизер Пивовар. Согласно полученным данным, открытые статьи получили на 30 % больше цитирований, чем статьи в закрытом доступе. Ряд исследований утверждают, что разница в показателях может зависеть от дисциплины. Бо́льшую цитируемость работ в открытом доступе объясняют доступностью и, соответственно, большей читательской аудиторией, а также фактором «самоотбора» — авторы как правило публикуют в открытом доступе работы высокого качества, что приводит к признанию среди академического сообщества.
Ряд исследований утверждают, что разница в показателях может зависеть от дисциплины. Другие исследования указывают на то, что журнальные статьи в ОД не обладают преимуществом в цитировании независимо от темы. Подобные выводы относятся и к журналам открытого доступа, и к репозиториям. Так, итальянский учёный Хэнк Моэд в 2007 году доказал, что депонированные в ArXiv статьи по астрономии не имели преимущества в количестве цитирований.
Несмотря на отсутствие консенсуса в вопросе влияния на количество цитирований, большинство исследований соглашаются с тем, что публикация в открытом доступе приводит к ускорению появления упоминаний в других научных работах.

### Альтметрика
Под альтернативными метриками или альтметриками понимают новые методы наукометрии, которые оценивают исследовательскую деятельность не по количеству цитирований в других научных работах, а по упоминанию и использованию в СМИ и интернете. Альтметрики помогают оценивать влияние работ на общество через оценку просмотров, сохранение в закладках, количество обсуждений, комментариев, рекомендаций.
По мнению исследователей, одно из основных преимуществ открытого доступа заключается в расширении аудитории, которая имеет доступ к результатам научных исследований. По сравнению со статьями, доступными только по подписке, в первые шесть месяцев после публикации открытые работы загружают на 89 % больше. Количество просмотров при этом также увеличивается на 23 %. Данные анализа веб-цитирований показывают, что статьи в открытом доступе гораздо чаще цитируют в неформальных источниках.

### Рецензирование
В 2000 году вышел первый журнал открытого доступа PLOS ONE, который изменил систему и философию рецензирования работ, разделив критическую проверку информации и отбор публикации. Если раньше решение о публикации статьи принималось на основе новизны и интересности темы, то журналы ОД начали отбирать работу по принципу обоснованности. К 2012 году в системе журналов PLoS ONE было опубликовано более 23 000 статей, что составило около 1,4 % от мировой научной литературы. Для их оценки было привлечено более 60 000 рецензентов из 154 стран. Другие издатели, такие как BMJ Open, SAGE Open, AIP Advances стали использовать похожую систему публикации. Таким образом появилась сеть журналов и репозиториев, содержащих коллекцию качественных рецензированных работ и отличающихся относительно низким уровнем отказа в публикации.
Помимо этого, движение за открытый доступ привело к появлению способов открытого рецензирования или адаптации моделей экспертной оценки в соответствии с целями открытой науки:
- Открытая идентичность — имена авторов и рецензентов находятся в открытом доступе;
- Открытые отчёты — рецензии публикуются вместе с соответствующей статьей;
- Открытое участие — общественность также может внести свой вклад в оценку работы;
- Открытое взаимодействие — прямое взаимное обсуждение между автором (авторами) и рецензентами и/или между рецензентами;
- Открытые рукописи до рецензирования — рукописи выкладываются в открытый доступ незамедлительно, через репозитории. Процесс рецензирования начинается после.
- Открытое комментирование финальной версии — просмотр или комментирование публикаций финальной версии;
- Открытые платформы («независимая проверка») — рецензирование проводится не платформой публикации, а другой организацией.

### Хищнические журналы
Распространение открытого доступа привело к появлению так называемых хищнических журналов (predatory journals) — периодических изданий, использующих модель открытого доступа к публикациям и претендующих на статус научных журналов. Издатели взимают плату за открытую публикацию с исследователей, однако взамен не предоставляют редакторские услуги, включая рецензирование. Первые хищнические журналы стали появляться в начале 2000-х годов, когда некоторые коммерческие издания начали эксплуатировать модель «плати и публикуй» для публикации нерецензированных работ.
Библиотекарь Колорадского университета Джеффри Билл даже составил список недобросовестных журналов, в который на 2017 год вошло 1294 издания. Используя список Билла, исследователь из Финской школы экономики Ханкен Бо-Кристер Бьёрк подсчитал, что количество научных статей, опубликованных без рецензирования, выросло с 53 000 в 2010 году до 400 000 в начале 2018 года. По подсчетам Бьёрка, 6 % статей американских ученых публикуются в журналах, которые не проводят полноценное рецензирование.

### Политика

#### Мандат открытого доступа
Под Мандатами открытого доступа понимается политика, требующая от исследователей открыть свои работы через архивирование в открытых репозиториях. По состоянию на апрель 2017 года мандаты открытого доступа приняло более чем 860 исследовательских и спонсорских организаций по всему миру. К ним относятся Национальные институты здравоохранения США, Wellcome Trust, Research Councils UK, Европейская комиссия, а также Гарвардский университет, Массачусетский технологический институт, Университетский колледж Лондона и другие.

#### Европейский союз
В Европейском Союзе принципы открытого доступа к научной информации утверждены на наднациональном уровне. Так, они легли в основу «Горизонт 2020» — семилетней программы Европейского союза по поддержке и поощрению научных исследований. Согласно документу, все финансируемые ЕС исследования должны публиковаться в открытом доступе. В 2020 году был утверждён новый план развития на 2021—2027 годы под названием «Horizon Europe» («Горизонт Европы»). Согласно утверждённой программе, Европейский союз выделит рекордную сумму в 95,5 млрд евро на фундаментальные научные проекты и международное сотрудничество в области исследований. Программа подразумевает гранты для отдельных учёных во всех областях научного знания, а также финансирование многонациональных коллабораций в сферах медицины, изменения климата, цифровой революции. В том числе Европейский союз выделит 16 миллиардов евро на развитие стартовых грантов Европейского исследовательского совета для поддержки индивидуальных исследовательских проектов.
26-27 мая 2016 года в Брюсселе прошло заседание Совета Европейского Союза по конкурентоспособности, в ходе которого обсуждался вопрос необходимости введения открытого доступа ко всем результатам научных исследований. По итогам заседания государства-члены согласились с необходимостью обеспечить свободный доступ к результатам научных исследований к 2020 году. В 2018 году 11 научных фондов европейских стран объединились для создания «cOAlition S» — радикальной инициативы по «открытию» науки. По данным журнала Science, ежегодно эти организации выдают грантов примерно на 7,6 миллиарда евро. Коалиция составила «План S», согласно которому к 2020 году все научные исследования, финансируемые государственными и частно-государственными фондами Европы, должны быть в открытом доступе. Помимо этого, план подразумевает публикацию работ по лицензии CC Attribution, позволяющей распространение и переработку статей даже для коммерческого пользования, но с обязательным указанием авторства. Участники коалиции договорились, что все расходы на публикацию в открытом доступе будут брать на себя фонды, а не учёные или университеты. При этом «План S» запрещает не только публикации в журналах с платной подпиской, но и в «гибридных» журналах, которые делают научные статьи бесплатными для чтения, если авторы компенсируют расходы издательства. К коалиции также присоединились Всемирная организация здравоохранения, Wellcome Trust, Фонд Билла и Мелинды Гейтс, а также 17 европейских национальных спонсоров. Впоследствии старт проекта был перенесён с 2020 на 2021 год.
План S вызвал ряд критических замечаний со стороны представителей научного сообщества. Так, в ноябре 2018 года около 800 учёных подписали открытое письмо с критикой «слишком рискованной для науки» инициативы. В частности исследователи осудили отказ cOAlition S использовать для публикации гибридную модель, которая является одной из самых популярных среди высокорейтинговых журналов. В июле 2020 года стало известно, что Европейский исследовательский совет отказался от своей изначальной поддержки Плана S. Главной причиной для этого он назвал отказ коалиции использовать гибридную модель, что может оказать пагубный эффект на исследователей в начале карьерного пути и учёных из развивающихся стран.

#### США
В январе 2016 года Вице-президент США Джо Байден объявил о запуске открытой базы данных об онкологических заболеваниях The Genomic Data Commons под эгидой Национального института онкологии. Впоследствии портал стал одним из крупнейших и наиболее широко используемых ресурсов в области геномики онкологических заболеваний — на 2021 год в базе данных содержится более 3,3 петабайт данных, собранных из более чем 65 исследовательских проектов. Базу данных посещают около 50 000 уникальных пользователей каждый месяц. В декабре 2019 года в США активно обсуждалась возможность утверждения кабинетом Дональда Трампа политики по внедрению открытого доступа и последующего изменения практик работы издательств. В ответ на это Ассоциация американских издателей прислала президенту подписанное 125 издателями открытое письмо о негативных последствиях внедрения политики открытого доступа на государственном уровне. В феврале 2020 года Белый дом попросил прокомментировать общественность усилия по расширению доступа населения к исследованиям, финансируемым из федерального бюджета. Директор Управления по научно-технической политике Кельвин Дрогемайер выступил против издателей, подписавших открытое письмо.
В январе 2021 года стало известно, что директором по информационным технологиям Белого дома был назначен Дэвид Рекордон — в прошлом разработчик программ с открытым исходным кодом и сторонник открытых стандартов. Впоследствии администрация президента Байдена опубликовала указ о научной честности, главным принципом которой стала необходимость применения принципов доказательной политики. Согласно указу, в США была также создана новая должность «Руководитель по науке».

#### Страны Азии
В 2020 году Индия объявила, что планирует сделать научную литературу доступной для всех через введение общенациональной подписки на журналы.

#### Страны Африки
Во многих странах Африки инициативы по внедрению принципов ОД принадлежат частным лицам. Основными проектами по внедрению принципов открытой науки остаются негосударственные организации SOHA, LIRAJ и CIRAM. Так, проект SOHA был создан в 2011 году в результате встреч неправительственного объединения ASBC, деятельность которого направлена на распространение научных исследований стран третьего мира. Цель SOHA была выявить трудности, с которыми сталкиваются аспиранты и магистранты при внедрении ОД, а также поддержать открытые образовательные ресурсы и проанализировать отдельные порталы и архивы научных журналов. Длительность проекта составила год (с 2015 по 2016 год) и охватил 16 университетов из Бенина, Буркина-Фасо, Габона, Гаити, Конго, Камеруна, Кот-д’Ивуара, Мадагаскара, Мали, Республики Нигер, Сенегала и Чада. По результатам деятельности SOHA было сформировано сообщество исследователей стран Африки, продвигающее идеи открытой науки.
Распространению «золотой» модели открытого доступа в африканских странах также способствуют спонсорская помощь организаций Фонда Билла и Мелинды Гейтс и Wellcome Trust.

#### Страны Латинской Америки
В 2020 году исследователи из Куртинского университета в Австралии провели исследования уровня развития открытого доступа в Латинской Америке и Африке. Согласно полученным данным, страны Латинской Америки заняли первое место по популярности внедрения «золотого» пути ОД. Учёные объясняют это распространением научной электронной онлайн-библиотеки SciELO, созданной для поддержки и развития инфраструктуры открытого доступа в развивающихся странах.

#### Россия
В России, по состоянию на 2021 год, внедрение системы открытого доступа по-прежнему находилось на стадии развития. В 2020 году в стране было зарегистрировано 48 репозиториев открытого доступа. По их количеству Россия занимала 26 место, а лидировали в этом списке США (900 репозиториев), Япония (542) и Великобритания (316). По разным оценкам, на подготовку и публикацию статей в России тратилось менее 0,5 % бюджета грантов. Для сравнения, в европейских странах этот показатель может достигать 8 %.

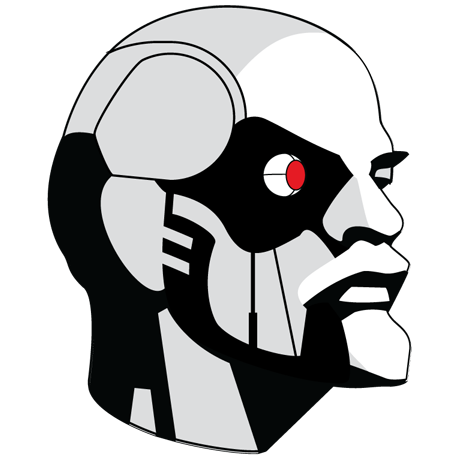
Логотип библиотеки КиберЛенинка, 2013 год

В 2011 году президент Дмитрий Медведев поручил подготовить предложения по введению свободных лицензий в законодательство России. В этом же году в Торгово-промышленной палате России прошли обсуждения отечественных альтернатив свободным лицензиям. Считалось, что квалификация свободных лицензий в качестве договоров в условиях российского законодательства чревата потенциальными трудностями. В качестве альтернативы была представлена идея «самоограничения права» — механизм, позволяющий правообладателю отказаться в одностороннем порядке от части интеллектуальных прав. Предлагаемые поправки вызвали ряд критики со стороны сторонников лицензии. Во время проводимой в июне 2011 года конференции «Открытые образовательные ресурсы и права интеллектуальной собственности» был высказан тезис, что лицензии Creative Commons являются гражданско-правовыми договорами и находятся в рамках существующего правового поля России. В 2014 году президент России подписал Федеральный закон «О внесении изменений в части первую, вторую и четвертую Гражданского кодекса Российской Федерации и отдельные законодательные акты Российской Федерации» № 35-ФЗ, который предусматривает введение в авторское законодательство свободных лицензий.
В 2015 году была создана Ассоциация учёных и научных организаций по содействию повышению открытости научных знаний «Открытая наука». Одним из основных направлений деятельности организации стало практическое внедрение принципов Будапештской инициативы в России.
В России национальные проекты по развитию открытого доступа реализует созданный в 2002 году Национальный электронно-информационный консорциум (НЭИКОН) при поддержке Фонда президентских грантов. Деятельность НЭИКОН направлена на объединение возможностей российских библиотек и научных организаций по обеспечению доступа к электронным базам данных научных журналов российских и зарубежных издательств. В 2018 году по инициативе НЭИКОН в Томском государственном университете был подписан договор о создании Национального агрегатора открытых репозиториев российских университетов — первой в стране базе научной информации, производимой университетами. В 2019 году организация создала годовой проект «Открытая Россия» по изучению отношения к открытому доступу в России и разработке методических рекомендаций по внедрению принципов в образовательную систему.
В 2019 году в России был создан мультидисциплинарный сервер препринтов preprints.ru. На портале размещаются научные работы, которые предварительно проходят модерацию. Затем препринтам присваивается DOI. Создатели проекта озвучили планы по интеграции preprints.ru с платформами Elpub для облегчения возможности подачи рукописи в журнал и её одновременной публикации на сервере препринтов.
Государственная программа «Научно-технологическое развитие РФ» предусматривает в 2021 году интеграцию в Национальную электронную библиотеку архивов и государственных депозитариев для увеличения доступности полных текстов публикаций, таких как монографий, диссертаций, статей в сборниках, трудах конференций и так далее.
Крупнейшей российской научной библиотекой является «КиберЛенинка». В ней представлены статьи, опубликованные в российских журналах и находящиеся в открытом доступе. Работы размещают в библиотеке на основе договоров с около 800 научными издательствами на условиях лицензии Creative Commons. Только за 2017 год посетители платформы скачали около 100 миллионов статей. В 2018 году «КиберЛенинка» запустила агрегатор научных публикаций, позволяющий производить поиск по всем областям знаний из ведущих международных журналов в открытом доступе. В этом же году российский портал вошёл в пятёрку лидеров международного рейтинга электронных библиотек научных статей The Ranking Web of World repositories. Рейтинг был составлен на основе анализа количества статей, которые находит поисковая система Академия Google в каждой электронной библиотеке..
«Научный корреспондент» (научкор.рф, проект Ассоциации интернет-издателей) — платформа для публикации студенческих работ в открытом доступе. Портал имеет договорённости c более чем 12 университетами, включая Северо-Кавказский федеральный университет, Северный (Арктический) федеральный университет, Дальневосточный федеральный университет, РАНХиГС. С 2015 по 2018 год на портале было опубликовано 6646 работ по различным тематикам.